# فرودگاه بورالدای
فرودگاه بورالدای (به انگلیسی: Boraldai Airport) یک فرودگاه با کد یاتا BXJ است . این فرودگاه در شهر آلماآتی کشور قزاقستان قرار دارد .